# Bộ Nghiễm (广)
Bộ Nghiễm, bộ thứ 53 có nghĩa là "mái nhà" là 1 trong 31 bộ có 3 nét trong số 214 bộ thủ Khang Hy.
Trong Từ điển Khang Hy có 15 chữ (trong số hơn 40.000) được tìm thấy chứa bộ này.
Chính phủ Trung Quốc sử dụng bộ thủ này làm giản thể cho chữ 廣 "quảng".

## Tự hình Bộ Nghiễm (广)

Kim văn
Đại triện
Tiểu triện

## Chữ thuộc bộ Nghiễm (广)
| Số nét bổ sung | Chữ                                       |
| -------------- | ----------------------------------------- |
| 0              | 广/nghiễm/                                |
| 2              | 庀/phỉ/ 庁/sảnh/ 庂/trắc/ 広/quảng/       |
| 3              | 庄 庅 庆                                  |
| 4              | 庇 庈 庉 床 庋 庌 庍 庎 序 庐 庑 庒 库 应 |
| 5              | 底 庖 店 庘 庙 庚 庛 府 庝 庞 废          |
| 6              | 庠 庡 庢 庣 庤 庥 度                      |
| 7              | 座 庨 庩 庪 庫 庬 庭 庮 庯                |
| 8              | 庰 庱 庲 庳 庴 庵 庶 康 庸 庹 庺 庻 庼    |
| 9              | 庽 庾 庿 廀 廁 廂 廃 廊                   |
| 10             | 廅 廆 廇 廈 廉 廋 廌 唐                   |
| 11             | 廄 廍 廎 廏 廐 廑 廒 廓 廔 廕 廖 廗 廘    |
| 12             | 廙 廚 廛 廜 廝 廞 廟 廠 廡 廢 廣 廤       |
| 13             | 廥 廦 廧 廨 廩 廪                         |
| 15             | 廫                                        |
| 16             | 廬 廭                                     |
| 17             | 廮 廯 廰                                  |
| 18             | 廱                                        |
| 19             | 廲                                        |
| 22             | 廳                                        |